# Ǫ
Ǫ (gemenform: ǫ, runa: ᚰ) är en bokstav som används för att beteckna fonemet /ɔ/ (långt och kort) i fornisländska.[källa behövs] Det föreslogs i Första grammatiska avhandlingen[källa behövs] men användes inte regelbundet i ortografin förrän man började utge normaliserade texter i modern tid[källa behövs]. 
I nyisländskan motsvaras det fornisländska språkljudet ǫ av språkljudet /ø/ och bokstaven ⟨ö⟩.[källa behövs] Ö är även en vanlig ersättning för fornisländskt ǫ när bokstaven inte är tillgänglig i teckenuppsättningen.[källa behövs]
I fornkyrkoslaviskan[källa behövs] och ett antal nordamerikanska indianspråk[källa behövs] är det istället ett o med ogonek och betecknar õ (nasalt [o]).
I Unicode har LATIN CAPITAL LETTER O WITH OGONEK kodpunkten U+01EA, och LATIN SMALL LETTER O WITH OGONEK har kodpunkten U+01EA.